# Santiago Camotlán
Santiago Camotlán es una localidad del estado mexicano de Oaxaca. Es cabecera del municipio de Santiago Camotlán.

## Demografía
| Censo | Población |
| ----- | --------- |
| 1900  | 434       |
| 1910  | 373       |
| 1921  | 509       |
| 1930  | 417       |
| 1940  | 297       |
| 1950  | 360       |
| 1960  | 458       |
| 1970  | 540       |
| 1980  | 532       |
| 1990  | 709       |
| 1995  | 754       |
| 2000  | 783       |
| 2005  | 772       |
| 2010  | 792       |
| 2020  | 686       |